# Heart Full of Soul
Heart Full of Soul är en rocklåt skriven av Graham Gouldman och lanserad som vinylsingel av The Yardbirds i juni 1965 på Columbia Records. Låten är tillsammans med deras föregående singel "For Your Love" deras framgångsrikaste kommersiellt sett. Singeln utgavs efter att Eric Clapton lämnat gruppen och ersatts av Jeff Beck. Från början var det tänkt att låtens gitarriff skulle spelats på en sitar, men det visade sig bli för svagt inspelningsmässigt. Jeff Beck imiterade istället ljudet av en sitar på sin gitarr för att behålla låtens mellanösternfärgade atmosfär. Graham Gouldman spelade in en egen version av sin låt på albumet And Another Thing... som utgavs år 2000.

## Listplaceringar
| Lista (1965)   | Position              |
| -------------- | --------------------- |
| Frankrike      | 72                    |
| Irland         | 3                     |
| Kanada         | 2 (RPM)               |
| Norge          | 10 (VG-lista)         |
| Storbritannien | 2                     |
| Sverige        | 8 (Kvällstoppen)      |
| Sverige        | 5 (Tio i topp)        |
| USA            | 9 (Billboard Hot 100) |
| Västtyskland   | 22                    |